# Casa Central de la Universidad Técnica Federico Santa María
La Casa Central de la Universidad Técnica Federico Santa María es el principal campus de la universidad, ubicada en el cerro Los Placeres de Valparaíso. Fue diseñado por los arquitectos José Smith Miller y Josué Smith Solar, siendo inaugurado en 1931.

## Historia
El origen del campus y de la universidad surge de los deseos del empresario y filántropo porteño Federico Santa María, quien en su testamento manifestó la idea de facilitar el ingreso a la educación superior a personas de bajos recursos pero con aptitudes académicas. Poseía un patrimonio al ser propietario de la Compañía de Diques de Valparaíso y controlar gran parte del comercio de azúcar. El 27 de abril de 1926, un año después de su fallecimiento, se crea la fundación que lleva su nombre y se proyecta la construcción de la casa de estudios. El albacea de Santa María, Agustín Edwards Mac-Clure, sería el encargado de reunir el personal académico pertinente y emprender la edificación del campus, en la parte baja del cerro Los Placeres.
La ejecución de las obras fue encomendada al arquitecto chileno Josué Smith Solar y a su hijo José Smith Miller, quienes proyectarían una ciudadela con un conjunto de edificios, con talleres, laboratorios, pensionados, biblioteca e instalaciones deportivas, además de varios patios y jardines. La infraestructura seguiría el estilo arquitectónico neogótico. Fue inaugurada el 20 de diciembre de 1931, iniciando las actividades académicas al año siguiente con el nombre de Escuela de Artes y Oficios y del Colegio de Ingenieros José Miguel Carrera. A mediados de la misma década adquiere la calidad de plantel de educación superior, denominándose desde ese día como Universidad Técnica Federico Santa María.
En años posteriores se crea la Escuela Nocturna, la Escuela de Aprendices, la Escuela Técnica Superior y la Escuela Profesional de Contramaestres y el Colegio de Ingenieros. En 1941 se inaugura el Aula Magna y en la siguiente década culminan las obras de construcción contempladas en el proyecto original.

## Carreras

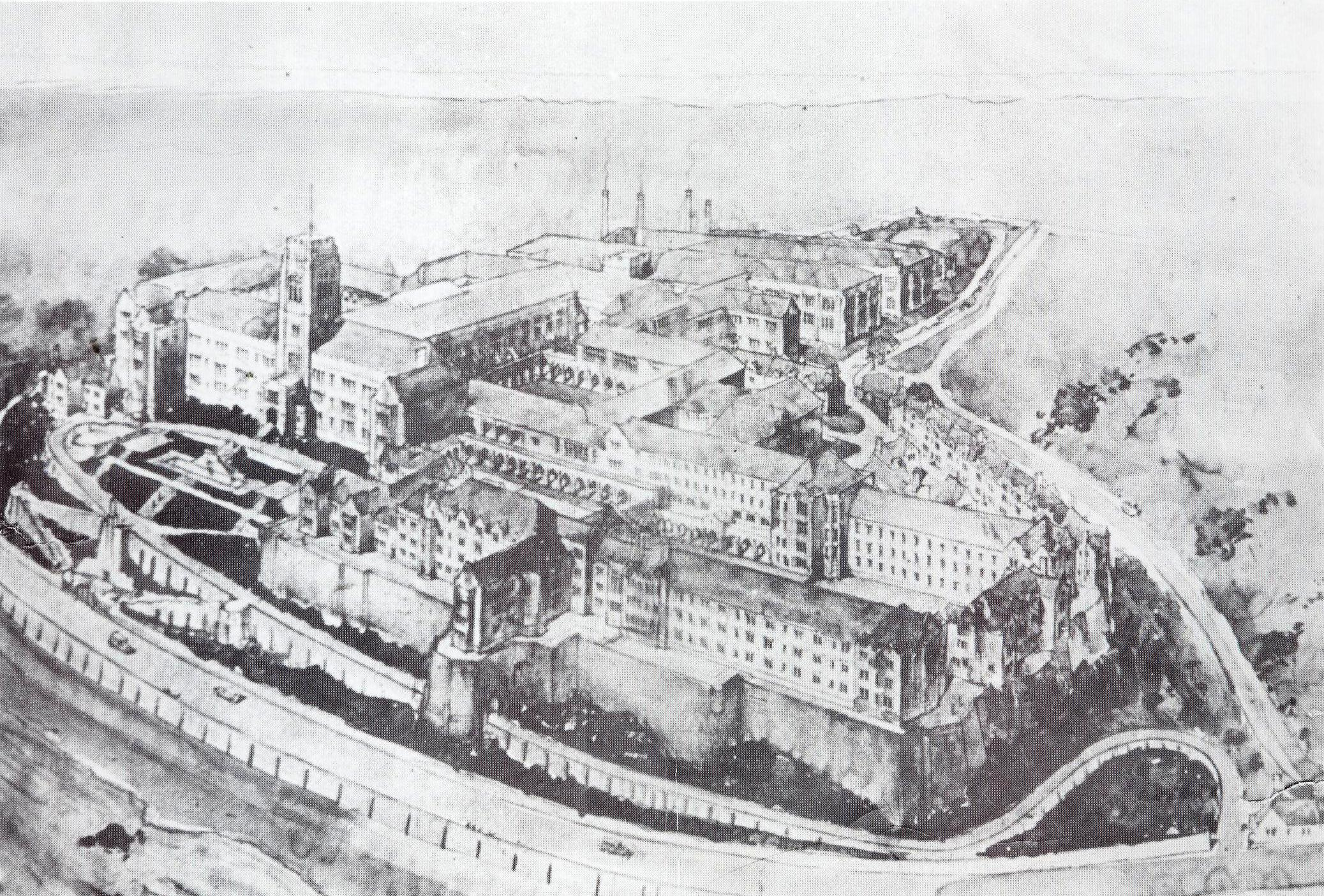
Plano original de la casa central.

A continuación se encuentran las carreras impartidas actualmente en este campus:
- Arquitectura
- Construcción Civil
- Ingeniería Civil
- Ingeniería Civil Ambiental
- Ingeniería Civil Eléctrica
- Ingeniería Civil Electrónica
- Ingeniería Civil Física
- Ingeniería Civil Industrial
- Ingeniería Civil Informática
- Ingeniería Civil Matemática
- Ingeniería Civil Mecánica
- Ingeniería Civil Metalúrgica
- Ingeniería Civil Plan Común
- Ingeniería Civil Química
- Ingeniería Civil Telemática
- Ingeniería Comercial
- Ingeniería Eléctrica
- Ingeniería en Diseño de Productos
- Ingeniería Mecánica Industrial
- Licenciatura en Astrofísica
- Licenciatura en Ciencias mención Química
- Licenciatura en Ciencias mención Matemática
- Licenciatura en Física
- Químico